# Litobrancha
Litobrancha is een geslacht van haften (Ephemeroptera) uit de familie Ephemeridae.

## Soorten
Het geslacht Litobrancha omvat de volgende soorten:
- Litobrancha recurvata